# Patrick Flueger
Patrick John Flueger (n. 10 decembrie 1983, Red Wing, Minnesota) este un actor american, cel mai cunoscut pentru interpretarea rolului lui Shawn Farrell în serialul american științifico-fantastic „Cei 4400”.

## Filmografie

### Marele ecran
| An   | Titlu                      | Rol                | Note       |
| ---- | -------------------------- | ------------------ | ---------- |
| 2001 | The Princess Diaries       | Jeremiah Hart      |            |
| 2005 | The World's Fastest Indian | Rusty              |            |
| 2007 | Spin                       | Ryan               |            |
| 2009 | Kill Theory                | Michael            |            |
| 2009 | The Job                    | Bubba              |            |
| 2009 | Brothers                   | Soldat Joe Willis  |            |
| 2010 | VideoDome Rent-O-Rama      | Dick               | Film scurt |
| 2010 | Mother's Day               | Izaak 'Ike' Koffin |            |
| 2011 | Footloose                  | Chuck Cranston     |            |
| 2012 | The Tell-Tale Heart        | TBA                | În filmări |

### Televiziune
| An        | Titlu             | Rol                   | Note                                   |
| --------- | ----------------- | --------------------- | -------------------------------------- |
| 2002      | Septuplets        | Zeke Wilde            | serial TV                              |
| 2003      | Judging Amy       | Mark Thurber          | Episodul: "Judging Eric"               |
| 2003      | The Pitts         | 'Pipe' Keith          | Episodul: "Miss American Pipe"         |
| 2003      | CSI: Miami        | Brad Kenner           | Episodul: "Freaks and Tweaks"          |
| 2003      | Boston Public     | Joseph Prager         | Episodul: "Chapter Sixty-Seven"        |
| 2003      | Twelve Mile Road  | Will Coffey           | film de televiziune                    |
| 2003      | Grounded for Life | Caleb                 | Episodul: "Been Caught Stealing"       |
| 2003      | JAG               | P.O. Miles Yates      | Episodul: "Pulse Rate"                 |
| 2004      | Paradise          | Luke Paradise         | film de televiziune                    |
| 2004      | It's All Relative | Lance                 | Episodul: "Tackleboxxx/The Love Below" |
| 2004-2007 | Cei 4400          | Shawn Farrell         | 42 episoade                            |
| 2010      | Scoundrels        | Logan West / Cal West | 8 episoade                             |